# AACTA Awards
De Australian Academy of Cinema and Television Arts Awards (afgekort AACTA Awards), voorheen de Australian Film Institute Awards (vaak afgekort tot AFI Awards), zijn filmprijzen die jaarlijks worden uitgereikt door de Australian Film Institute, ter erkenning van prestaties op het gebied van Australische film en televisie. Het is de meest prestigieuze prijs voor de Australische filmindustsrie.
De prijzen werden voor het eerst uitgereikt in 1958, maar was toen nog uitsluitend voor films. In 1986 werd de prijs uitgebreid met extra categorieën voor televisie.

## Presentatoren
Veel bekende Australische acteurs hebben reeds de uitreikingsceremonie van de AFI Awards gepresenteerd. Een overzicht van de laatste jaren:
- 1997: Hugh Jackman
- 1998: Mary Coustas
- 1999 - 2000: Jonathan Biggins
- 2001: Sigrid Thornton, John Doyle en Greig Pickhaver
- 2002: Paul McDermott
- 2003: Tony Squires
- 2004: Peter Berner
- 2005: Russell Crowe
- 2006 - 2007: Geoffrey Rush[2]
- 2008: Stephen Curry[3]
- 2009: Julia Zemiro